# Dennis Gabor
Dennis Gabor (ungarsk: Dénes Gábor, født 5. juni 1900 i Budapest, Ungarn, død 8. februar 1979 i London) var en ungarsk-britisk elektroingeniør, fysiker og opfinder, der i 1947 opfandt princippet bag hologrammer, ved et tilfælde, mens han arbejde med elektronmikroskoper. Opfindelsen kunne dog ikke bruges, før laseren blev opfundet i 1962. Han gjorde aldrig sit arbejde med elektronmikroskoper færdigt, hvilket han fortrød resten af sit liv. Han modtog Nobelprisen i fysik i 1971 for sin opfindelse af hologrammer.
Han studerede ved det tekniske universitet i Budapest og på Charlottenburg tekniske universitet i Berlin og skrev en Ph.D. om katodestrålerør i 1927.